# 2014 FIFAワールドカップ日本代表
2014 FIFAワールドカップ日本代表 （2014 フィファ ワールドカップにほんだいひょう）は、2014年にブラジルで開催されたFIFAワールドカップのサッカー日本代表である。

## 概要
2014年5月12日、アルベルト・ザッケローニ監督が本大会に臨むメンバーを発表した。国際サッカー連盟 (FIFA) のレギュレーションでは、出場国は2014年5月13日までに30人の予備登録リストをFIFAへ提出し、2014年6月2日に23人の最終登録リストをFIFAへ提出するというスケジュールになっていたが、日本サッカー協会 (JFA) は暫定登録メンバー提出時点で最終登録メンバー23人をあらかじめ確定させ、残りの7人についてはFIFAへの予備登録リストには掲載するものの、23人との交替とならない限りは直前合宿や壮行試合にも帯同させない方針とした。これは前回のワールドカップ南アフリカ大会日本代表の先行方針と同じであるが、この方針については朝日新聞 などが、途中で落選者が出る際の影響などを考慮したもの、と報じている。なお、7人を含めた予備登録メンバー30人と、練習パートナーとして直前合宿に参加する2人については、本大会メンバー発表の翌日（2014年5月13日）に発表された。
23人中、海外組は12人。平均年齢は26.8歳。ワールドカップ初選出は14人で、2012年のロンドン五輪世代からは6人 が選ばれた。ベテラン遠藤保仁は3大会連続選出となった。ザッケローニ体制でAFCアジアカップ2011を制覇し、ワールドカップアジア予選を勝ち抜いてきたメンバーが顔を揃え、香川真司（マンチェスター・ユナイテッド）、長友佑都（インテル・ミラノ）、本田圭佑（ACミラン）など、ヨーロッパの名門クラブに所属する選手が増えた。また、国内組中心で優勝した東アジアカップ2013のチームから新戦力 が加えられた。2012年以来招集されていなかった大久保嘉人（2013年Jリーグ得点王）がサプライズ選出された一方、有力候補と言われていた細貝萌、中村憲剛、豊田陽平らは落選して明暗を分けた。1998年の初出場以降初めてブラジルからの帰化選手が1人もいない初めての大会となった。

## 大会経過
日本はグループCに入り、アフリカのコートジボワール、ヨーロッパのギリシャ、南米のコロンビアと対戦した。
6月14日 グループC コートジボワール戦（レシフェ）
ディディエ・ドログバ、ヤヤ・トゥーレ、サロモン・カル―ら世界的タレント擁するコートジボワールを相手に日本は序盤からプレスが連動せず引き気味になり、攻撃の生命線である香川・長友の左サイドを押し込まれてしまう。しかし前半16分、スローインから繋いだボールを本田が素早くシュートし、先制点を奪った。だが後半17分、コートジボワールのエースドログバが途中出場すると会場の空気が一変。2分後に同点ゴールを許し、その2分後には逆転ゴールを許した。いずれもフリーになった右SBセルジュ・オーリエからのクロスをヘディングで決められたものである。その後FWを投入するも追いつくことはできず、ボール支配率（39%対61%）、シュート数（7本対21本）でも劣勢のまま初戦を落とした。
6月19日 グループC ギリシャ戦（ナタール）
日本は香川に変えて大久保を先発起用した。前半38分、コスタス・カツラニスが2枚目のイエローカードで退場になると、ギリシャは引き分け（勝ち点1）狙いでゴール前を固め、後半は日本が敵陣でボールを支配する展開が続いた。後半23分、内田篤人が絶好のクロスを送るも大久保のシュートはゴールマウスを捉えられず、スコアレスドローに終わった。
6月24日 グループC コロンビア戦（クイアバ）
グループ最終戦はすでに2連勝で決勝トーナメント進出を決め、主力を温存しているコロンビアと対戦。日本がトーナメントに進出するためには、この試合に勝利した上で別会場でのギリシャと対戦するコートジボワールが引き分け以下とならなければならなかった。試合は前半17分にPKを与えて失点するが、前半終了間際に本田のクロスを岡崎がダイビングヘッドで決めて同点に追いつく。だが後半、コロンビアは司令塔のハメス・ロドリゲスを投入すると、後半10分、37分のジャクソン・マルティネスのゴールをアシストした。44分にもハメスがゴールを決め、日本は1分け2敗、グループ最下位でブラジルを去ることになった。

## 分析

### コンディション調整の失敗
大会後、日本サッカー協会の原博実専務理事はグループリーグ敗退に終わった日本代表の敗因について、「いいコンディションで入れなかったのは事実かなと思う」との認識を示した。同協会は大会中の代表チームのキャンプ地として、サンパウロ州イトゥー市を選んだが、ジャーナリストの笹井宏次朗も大会開幕5カ月前の2014年1月の時点でこの決定を問題視し、「2014年Ｗ杯・日本は必ず調整不良で全敗する」と題されたコラムをブラジルで発行されているニッケイ新聞にて掲載し、キャンプ地を変更しない限り代表チームは苦戦すると予想した。原専務理事は「（対戦相手や試合会場を決める昨年12月の）組み合わせ抽選会の前にキャンプ地を決めなければならなかった」と釈明したが、ドイツ代表は抽選会後にキャンプ地（Campo Bahia）を決めて自分で建ており、笹井は前述のコラム上で「ドイツの対応を見習え」と述べている。ドイツ代表はこの大会で優勝を果たした。
なお、後のインタビューで当時のメンバーであった清武弘嗣はこのコンディション不良を否定しており「ブラジルW杯の時は（キャンプ地の）環境も良かったし、僕自身もコンディションはめちゃめちゃ整っていました」と語っている。

## 本大会登録メンバー
- 「出場状況」欄の「○」はフル出場、「」は途中交代アウト、「」は途中交代イン、「」は獲得得点をそれぞれ示す。
- 「年齢」「所属クラブ」は、大会開幕時点（2014年6月12日）。

| 背番号 | 選手名     | Pos. | 生年月日（年齢）       | 所属クラブ         | 出場状況                   | 出場状況           | 出場状況             | 備考 |
| 背番号 | 選手名     | Pos. | 生年月日（年齢）       | 所属クラブ         | コートジボワール戦 6月14日 | ギリシャ戦 6月19日 | コロンビア戦 6月24日 | 備考 |
| ------ | ---------- | ---- | ---------------------- | ------------------ | -------------------------- | ------------------ | -------------------- | ---- |
| 1      | 川島永嗣   | GK   | 1983年3月20日（31歳）  | スタンダール       | ○                          | ○                  | ○                    |      |
| 2      | 内田篤人   | DF   | 1988年3月27日（26歳）  | シャルケ           | ○                          | ○                  | ○                    |      |
| 3      | 酒井高徳   | DF   | 1991年3月14日（23歳）  | シュツットガルト   |                            |                    |                      |      |
| 4      | 本田圭佑   | FW   | 1986年6月13日（27歳）  | ACミラン           | ○                          | ○                  | ○                    |      |
| 5      | 長友佑都   | DF   | 1986年9月12日（27歳）  | インテル           | ○                          | ○                  | ○                    |      |
| 6      | 森重真人   | DF   | 1987年5月21日（27歳）  | FC東京             | ○                          |                    |                      |      |
| 7      | 遠藤保仁   | MF   | 1980年1月28日（34歳）  | ガンバ大阪         | 54分                       | 46分               |                      |      |
| 8      | 清武弘嗣   | MF   | 1989年11月12日（24歳） | ニュルンベルク     |                            |                    | 85分                 |      |
| 9      | 岡崎慎司   | FW   | 1986年4月16日（28歳）  | マインツ           | ○                          | ○                  | 69分                 |      |
| 10     | 香川真司   | FW   | 1989年3月17日（25歳）  | マンチェスターU    | 86分                       | 57分               | 85分                 |      |
| 11     | 柿谷曜一朗 | FW   | 1990年1月3日（24歳）   | セレッソ大阪       | 86分                       |                    | 69分                 |      |
| 12     | 西川周作   | GK   | 1986年6月18日（27歳）  | 浦和レッズ         |                            |                    |                      |      |
| 13     | 大久保嘉人 | FW   | 1982年6月9日（32歳）   | 川崎フロンターレ   | 67分                       | ○                  | ○                    |      |
| 14     | 青山敏弘   | MF   | 1986年2月22日（28歳）  | サンフレッチェ広島 |                            |                    | 62分                 |      |
| 15     | 今野泰幸   | DF   | 1983年1月25日（31歳）  | ガンバ大阪         |                            | ○                  | ○                    |      |
| 16     | 山口蛍     | MF   | 1990年10月6日（23歳）  | セレッソ大阪       | ○                          | ○                  | 62分                 |      |
| 17     | 長谷部誠   | MF   | 1984年1月18日（30歳）  | ニュルンベルク     | 54分                       | 46分               | ○                    | 主将 |
| 18     | 大迫勇也   | FW   | 1990年5月18日（24歳）  | TSV1860ミュンヘン  | 67分                       | 57分               |                      |      |
| 19     | 伊野波雅彦 | DF   | 1985年8月28日（28歳）  | ジュビロ磐田       |                            |                    |                      |      |
| 20     | 齋藤学     | FW   | 1990年4月4日（24歳）   | 横浜F・マリノス    |                            |                    |                      |      |
| 21     | 酒井宏樹   | DF   | 1990年4月12日（24歳）  | ハノーファー       |                            |                    |                      |      |
| 22     | 吉田麻也   | DF   | 1988年8月24日（25歳）  | サウサンプトン     | ○                          | ○                  | ○                    |      |
| 23     | 権田修一   | GK   | 1989年3月3日（25歳）   | FC東京             |                            |                    |                      |      |

### 予備登録メンバー
| 選手名   | Pos. | 所属クラブ         | 備考 |
| -------- | ---- | ------------------ | ---- |
| 林卓人   | GK   | サンフレッチェ広島 |      |
| 駒野友一 | DF   | ジュビロ磐田       |      |
| 水本裕貴 | DF   | サンフレッチェ広島 |      |
| 中村憲剛 | MF   | 川崎フロンターレ   |      |
| 細貝萌   | MF   | ヘルタ・ベルリン   |      |
| 豊田陽平 | FW   | サガン鳥栖         |      |
| 南野拓実 | FW   | セレッソ大阪       |      |

### トレーニングパートナー
| 選手名   | Pos. | 所属クラブ             | 備考 |
| -------- | ---- | ---------------------- | ---- |
| 坂井大将 | MF   | 大分トリニータU-18     |      |
| 杉森考起 | FW   | 名古屋グランパスエイト |      |

## スタッフ

### 監督
- アルベルト・ザッケローニ

### コーチ
- ステファノ・アグレスティ（コーチ）
- 和田一郎（アシスタントコーチ）
- エウジェニオ・アルバレッラ（フィジカルコーチ）
- 早川直樹（コンディショニングコーチ）

### GKコーチ
- マウリツィオ・グイード

## 試合結果
日時はすべて現地時間（クイアバはUTC-4、その他はUTC-3）。

### グループ C
| 順 位 | チーム           | 勝 点 | 試 合 | 勝 利 | 引 分 | 敗 戦 | 得 点 | 失 点 | 点 差 |
| ----- | ---------------- | ----- | ----- | ----- | ----- | ----- | ----- | ----- | ----- |
| 1     | コロンビア       | 9     | 3     | 3     | 0     | 0     | 9     | 2     | +7    |
| 2     | ギリシャ         | 4     | 3     | 1     | 1     | 1     | 2     | 4     | −2    |
| 3     | コートジボワール | 3     | 3     | 1     | 0     | 2     | 4     | 5     | −1    |
| 4     | 日本             | 1     | 3     | 0     | 1     | 2     | 2     | 6     | −4    |

| 2014年6月14日 22:00 (UTC-3) |

| コートジボワール                                    | 2 - 1    | 日本          |
| ウィルフリード・ボニー 64分 · ジェルヴィーニョ 66分 | レポート | 本田圭佑 16分 |

| アレナ・ペルナンブーコ (レシフェ) 観客数: 40,267人 主審: エンリケ・オッセス (チリ) |

| 2014年6月19日 19:00 (UTC-3) |

| 日本 | 0 - 0    | ギリシャ |
|      | レポート |          |

| アレーナ・ダス・ドゥーナス (ナタール) 観客数: 39,485人 主審: ホエル・アギラール (エルサルバドル) |

| 2014年6月24日 16:00 (UTC-4) |

| 日本            | 1 - 4    | コロンビア                                                                                     |
| 岡崎慎司 45+1分 | レポート | フアン・クアドラード 17分 (PK) · ジャクソン・マルティネス 55分, 82分 · ハメス・ロドリゲス 90分 |

| アレーナ・パンタナール (クイアバ) 観客数: 40,340人 主審: ペドロ・プロエンサ (ポルトガル) |